# John Dunstable
John Dunstable, o Dunstaple (1390 circa – 24 dicembre 1453), è stato un compositore inglese di musica polifonica che ha operato a cavallo tra il tardo Medioevo e il primo Rinascimento. L'ortografia "Dunstaple" è preferita dalla musicologa Margaret Bent, dal momento che si verifica in più del doppio delle attribuzioni musicali in relazione a quella di "Dunstable". Le poche fonti musicali inglesi sono equamente divise tra "b" e "p"; tuttavia, le fonti non musicali contemporanee, comprese quelle con la pretesa di un'associazione diretta con il compositore, scrivono il suo nome con una "p". Entrambe le ortografie rimangono nell'uso comune.

## Biografia
Dunstable nacque probabilmente a Dunstable, nel Bedfordshire. La sua data di nascita è stata dedotta su base delle sue prime opere sopravvissute (dal 1410 al 1420 circa). Fu uno dei compositori più attivi della prima metà del Quattrocento, quasi contemporaneo di Leonel Power, ebbe una vasta influenza non solo in Inghilterra ma anche sul continente europeo, contribuendo in particolare come musicista della Scuola di Borgogna. Molti dei dettagli della sua vita sono congetture che dispongono di poche prove archivistiche. Poco è noto della sua formazione musicale e anche se non vi è traccia di una sua filiazione all'università di Oxford o Cambridge, il suo lavoro dimostra un buon livello culturale. 
In veste di canonicus e musicus fu probabilmente al servizio di Giovanni, fratello del re Enrico V e primo duca di Bedford. Come tale egli potrebbe aver soggiornato per alcuni periodi nel Regno di Francia, dal momento che il duca era Reggente di Francia dal 1423 al 1429, e poi governatore della Normandia dal 1429 alla sua morte nel 1435. Dopo la morte, nel 1437, di un'altra delle sue mecenate, Giovanna di Navarra, Dunstable fu probabilmente al servizio di Umfredo Plantageneto, duca di Gloucester, quinto figlio di Enrico IV.
Maestro nelle arti del Quadrivio, fu anche astronomo e matematico. In un volume della Biblioteca Bodleiana, William Worcester cita Dunstable come fonte ricorrente dei suoi lavori.
A differenza di molti compositori dell'epoca, probabilmente non era chierico, anche se vi erano legami con la Cattedrale di St Albans. Era probabilmente sposato, come si può dedurre da alcune informazioni riportate in registri della sua parrocchia. Dunstable possedeva un maniero nell'Hertfordshire.
Morì alla vigilia del Natale 1453, come riportato nel suo epitaffio collocato presso la Chiesa di Santo Stefano in Walbrook a Londra (distrutta nel Grande Incendio del 1666). Questo fu anche il suo luogo di sepoltura. L'epitaffio, che di Dunstable decantava "la conoscenza segreta delle stelle", era stato registrato all'inizio del Seicento, e poi reintegrato nella chiesa nel 1904.

## Stile e composizioni
Dunstable venne riconosciuto dal teorico fiammingo Johannes Tinctoris come il padre della cosiddetta contenance angloise, stile compositivo derivato direttamente dal falsobordone. Tale stile è caratterizzato da pienezza del suono, dolcezza armonica delle terze e seste sempre presenti, grazia del contorno melodico avviluppato. Nelle sue composizioni divenne abituale la dissonanza preparata o comunque realizzata da uno spostamento ritmico, ottenendo la cosiddetta sincope.
Mentre nei primi lavori è rintracciabile l'influenza dell'Ars nova, negli anni successivi prese il sopravvento lo stile armonico, di derivazione profana e cortese.
Questo tipo di sonorità fu utilizzata da Guillaume Dufay e Gilles Binchois nella formazione dello stile Borgognone.
Autore prolifico e innovativo, compose messe, mottetti isoritmici e di libera composizione, inni e chanson su testi sia francesi che inglesi.
Quasi tutti i manoscritti musicali del fertile contesto inglese medioevale furono distrutti durante la Riforma Anglicana, in particolare a causa della dissoluzione dei monasteri del 1536-1540. Conseguentemente, la maggior parte del lavoro di Dunstable ha dovuto essere recuperato da fonti continentali, prevalentemente quelle provenienti dall'Italia settentrionale e dalle Alpi meridionali. La presenza delle sue opere in manoscritti italiani e germanici indica una probabile notorietà europea del musicista. I musicologi che studiano le opere di Dunstable riscontrano problemi soliti al repertorio quattrocentesco, come la determinazione della paternità delle opere, spesso di autori anonimi o con nomi non concordanti. Lavoro storiografico particolarmente difficile per compositori inglesi come Dunstable poiché gli scribi in Inghilterra copiavano sovente le musiche senza indicazione dell’autore, rendendolo  anonimo. Mentre gli scribi continentali erano più assidui a questo proposito, molte opere pubblicate a nome di Dunstable hanno altre attribuzioni.